# Quinto piano, ti saluto!
Quinto piano, ti saluto! è una commedia napoletana scritta da Eduardo De Filippo nel 1934, e fa parte della raccolta Cantata dei giorni pari.

## Trama
L'atto unico è ambientato al quinto piano di un palazzo in demolizione, ed è incentrato (come viene specificato nella prima didascalia) sulla nostalgia, sul rimpianto di «cose forse anche brutte, ma che morendo lasciano sempre un piccolo vuoto nel mondo dei ricordi»
Nell'appartamento arriverà infatti, sul finale, Giacomo, vissuto nell'edificio da bambino, che ne farà una sorta di elogio funebre, evocando il ricordo di un tempo di sogni, indicando il luogo dove la madre morì, e infine portandosi via un pezzetto di carta da parati.